# Çukurbağ, Kaş
Çukurbağ là một xã thuộc huyện Kaş, tỉnh Antalya, Thổ Nhĩ Kỳ. Dân số thời điểm năm 2011 là 532 người.